# Ivailo di Bulgaria
Ivailo (in bulgaro Ивайло?, Ivajlo), soprannominato Bardokva ("radicchio" o "lattuga" in bulgaro) o Lachanas (Λαχανᾶς, "cavolo" in greco), (... – 1281) è stato un capo dei ribelli e un imperatore della Bulgaria. Nel 1277, capeggiò una rivolta contadina e costrinse i nobili ad accettarlo come imperatore. Regnò come imperatore dal 1278 al 1279, riportando vittorie contro i Bizantini e i Mongoli, ma, assediato da nemici stranieri e interni, che includevano la nobiltà bulgara, fu costretto ad andare in esilio tra i Mongoli, dove si presentò come vassallo detronizzato. I Mongoli allora lo uccisero nel 1280 come nemico dell'imperatore bizantino Michele VIII Paleologo. La sua carriera come monarca è stata usata come un esempio di primitiva guerra di classe antifeudale dagli storici marxisti e, come tradotto attraverso le canzoni, le tradizioni e le leggende popolari, servì da ispirazione ai combattenti della libertà della guerriglia bulgara (aiduchi) durante il periodo ottomano della storia bulgara.

## Regno

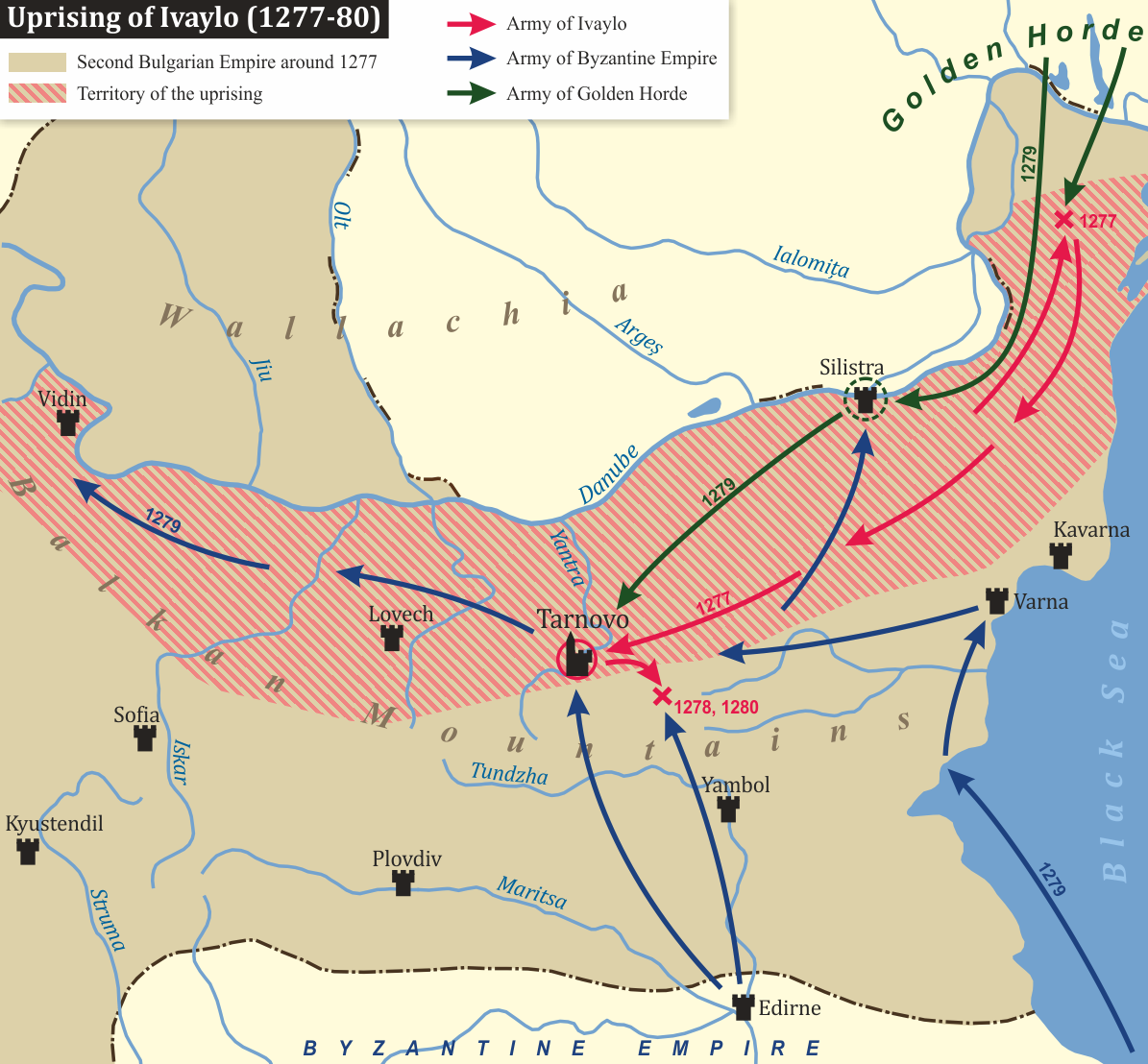
Rivolta di Ivailo

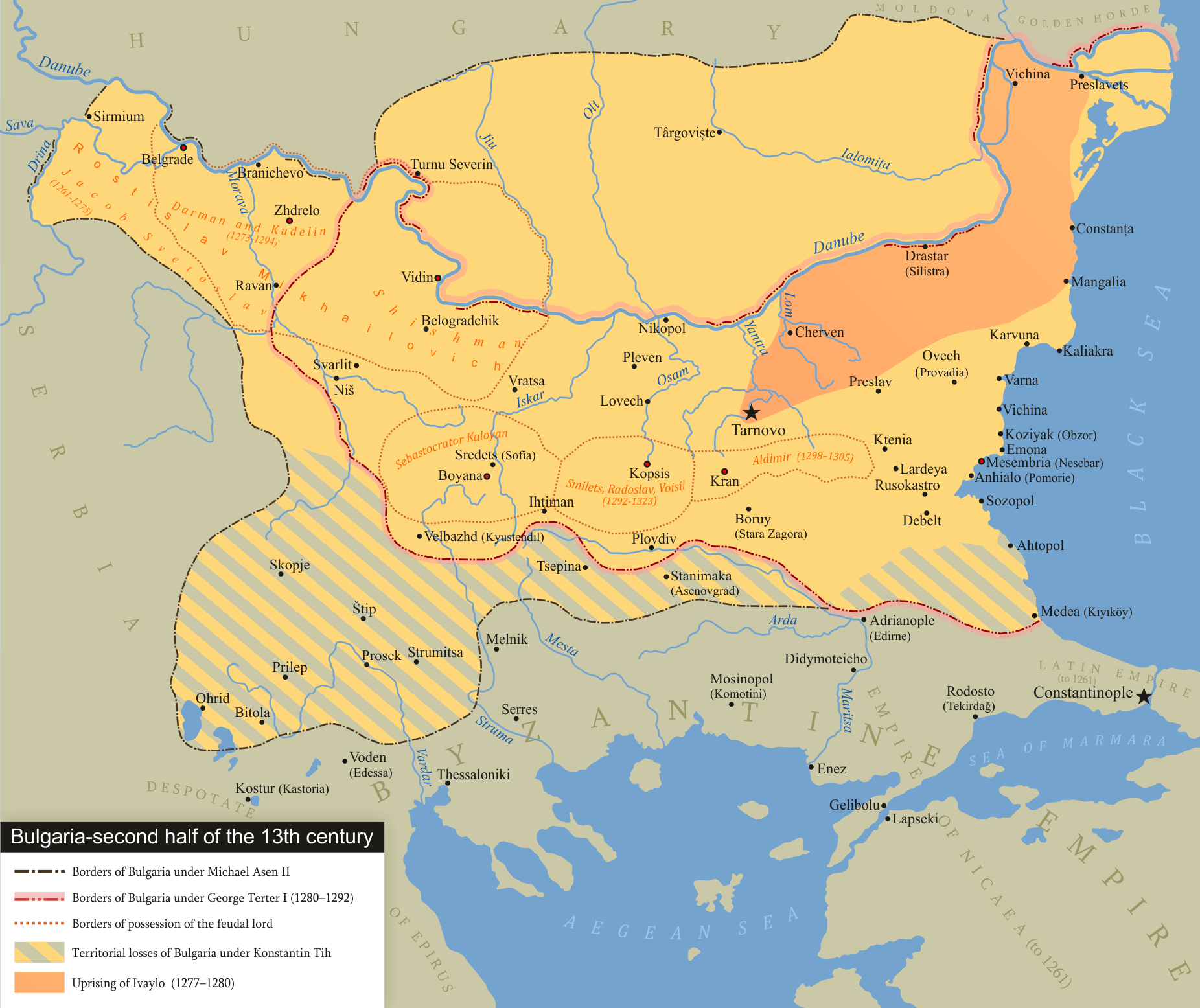

Secondo alcune fonti Ivailo incominciò la sua vita in modo umile, facendo il guardiano di maiali per vivere. Altre fonti indicano che era un contadino senza terre di sua proprietà. A quanto si dice aveva visioni di sé basate sulla tradizione cristiana medievale, che compiva grandi  imprese e liberava la Bulgaria dei suoi problemi, comprese soprattutto le frequenti incursioni dei Mongoli dell'Orda d'Oro sotto Nogai Khan. Verso il 1277, Ivailo aveva tradotto le sue parole in azioni e aveva assunto la guida di un esercito composto in gran parte di contadini scontenti. Tra i suoi stretti collaboratori e comandanti militari c'era Hranislav, che entrò in seguito al servizio dei bizantini dopo essere stato catturato. Un tentativo di sottomettere Ivailo da parte del monarca bulgaro Costantino I finì in un totale fallimento, e si attribuisce a Ivailo di aver ucciso egli stesso lo zar nella sua carrozza.
Sebbene Ivailo sia stato capace di estendere la sua autorità attraverso gran parte del paese alla testa del suo esercito contadino, egli incontrò resistenza, e la capitale Tărnovo rimase sotto il controllo dell'imperatore Michele Asen II e di sua madre Maria Cantacuzena, il che rese per lui necessario assediarla e conquistarla militarmente nel 1279. Nonostante la sua vittoria contro i Mongoli nel Nord, Ivailo perseguì un più conciliante status di vassallo quando si trattò di trattare politicamente con il khaganato mongolo.
I successi di Ivailo preoccuparono Michele VIII Paleologo, che all'inizio decise di neutralizzare il potenziale pericolo cercando un'alleanza con Ivailo e di offrirgli in moglie sua figlia. In seguito Michele VIII cambiò il suo piano, maritò la sua figlia maggiore Irene con Ivan Asen III, un discendente della dinastia regnante della Bulgaria che viveva alla corte bizantina, e spedì delle truppe per porlo sul trono.
Ciò determinò un'alleanza tra Ivailo e Maria Cantacuzena, e Ivailo sposò l'imperatrice rimasta vedova e fu riconosciuto come imperatore bulgaro nel 1278, senza deporre o diseredare il figlio minore di lei Michele Asen III. Sebbene Ivailo si sia rivelato un marito violento, che picchiava fisicamente la regina durante il primo anno del loro matrimonio, condusse una vittoriosa difesa dei passi balcani contro le campagne bizantine per sostenere le pretese al trono di Ivan Asen III. Ivailo aveva ottenuto successo contro incursioni mongole casuali, ma un imponente esercito mongolo lo strinse d'assedio nella fortezza di Drastar (Silistra) sul Danubio per tre mesi nel 1279. Una voce della morte di Ivailo causò il panico a Tărnovo, dove la nobiltà si arrese a un nuovo esercito bizantino e accettò Ivan Asen III come imperatore. Ivan Asen III fu posto sul trono, mentre Maria Cantacuzena e Michele Asen II furono mandati in esilio a Bizanzio.
Poco dopo questo, sempre nel 1279, Ivailo apparve improvvisamente davanti a Tărnovo con un esercito, ma non riuscì a prendere la città ben fortificata. Nondimeno sconfisse una forza di soccorso bizantina più grande nella battaglia di Devina e un'altra di 5.000 uomini nei passi balcanici. Disperando dei soccorsi, Ivan Asen III fuggì da Tărnovo in 1280, mentre suo cognato Giorgio Terter I si impadronì dal trono. Il nuovo sovrano unì temporaneamente la faziosa aristocrazia, e Ivailo perse gradualmente sostegno. Nel 1280 o 1281, viaggiò dal capotribù mongolo Nogai Khan, accettando la sua signoria e cercando il suo sostegno per recuperare il suo trono. Nogai fu simultaneamente avvicinato dal rivale di Ivailo, Ivan Asen III, che stava cercando la propria restaurazione. Alla fine Nogai fece assassinare Ivailo, preferendo la pretesa di Ivan Asen III, che era suo cognato (sia Nogai sia Ivan Asen III erano sposati a figlie di Michele VIII dell'Impero bizantino). La ribellione di Ivailo è stata acclamata dagli storici marxisti come la prima grande rivolta contadina nella storia europea. Mentre le agitate condizioni sociali degli anni 1270 certamente contribuirono alla rivolta, l'ascesa al potere di Ivailo può essere più strettamente paragonabile a una reazione nazionalista come quella che fu guidata (benché con una forte ispirazione della religione) da Giovanna d'Arco. Come altri leader carismatici, Ivailo continuò a vivere nell'immaginario popolare e ci furono pseudo-Ivailo che apparvero (per la maggior parte su territorio bizantino) alla fine del XIII e all'inizio del XIV secolo.
Ivaylo Cove (letteralmente "Baia di Ivailo") sull'Isola Snow nelle Isole Shetland Meridionali (Antartide) prende il nome da Ivailo.

## Famiglia
Dal suo matrimonio con Maria Cantacuzena, Ivailo ebbe una figlia, il cui nome non è citato nelle fonti. Non era ancora nata nel 1279, quando sua madre incinta fu catturata dai bizantini ed esiliata a Costantinopoli.